# Asociația Clubul de Fotbal Gloria 1922 Bistrița
Maillots
Actualités
Le Club de Fotbal Gloria 1922 Bistrița est un club roumain de football basé à Bistrița. Il a été créé le  6 juillet 1922 et a disparu en 2015.

## Historique
- 1922 : fondation du club sous le nom de Ceramica Bistrița
- 1954 : le club est renommé Progresul Bistrița
- 1956 : le club est renommé CS Gloria Bistrița
- 1990 : 1re participation à la 1re division
- 1992 : le club est renommé CF Gloria Bistrița
- 1993 : 1re participation à une Coupe d'Europe (C3, saison 1993/94)
- 2014 : à la suite de problèmes financiers, le club est relégué en Liga III malgré sa 6e place en Liga II lors de l'exercice 2013-14, et est renommé Gloria Progresul Bistriţa.

## Palmarès
- Coupe de Roumanie
  - Vainqueur : 1994
  - Finaliste : 1996

- Coupe de la Ligue roumaine
  - Vainqueur : 2000

- Supercoupe de Roumanie
  - Finaliste : 1994

- Championnat de Roumanie de deuxième division
  - Champion : 1990

## Anciens joueurs
- Emilian Dolha
- Cristian Dulca
- Ioan Viorel Ganea
- Alin Minteuan
- Viorel Moldovan
- Robert Neagoe
- Teodor Rus
- Ioan Sabău
- Lucian Sânmărtean
- László Sepsi
- Mihai Tararache
- Alexandru Tene

## Parcours en coupes d'Europe
| 1993-1994 - Coupe UEFA       |        |                      |
| Trente-deuxième de finale    |        |                      |
| Gloria Bistriţa              | 0 - 0  | NK Maribor           |
| NK Maribor                   | 2 - 0  | Gloria Bistriţa      |
| 1994-1995 - Coupe des coupes |        |                      |
| Premier tour                 |        |                      |
| Gloria Bistriţa              | 2 - 1  | Real Saragosse       |
| Real Saragosse               | 4 - 0  | Gloria Bistriţa      |
| 1996-1997 - Coupe des coupes |        |                      |
| Tour préliminaire            |        |                      |
| Valletta FC                  | 1 - 2  | Gloria Bistriţa      |
| Gloria Bistriţa              | 2 - 1  | Valletta FC          |
| Premier tour                 |        |                      |
| Gloria Bistriţa              | 1 - 1  | ACF Fiorentina       |
| ACF Fiorentina               | 1 - 0  | Gloria Bistriţa      |
| 1997 - Coupe Intertoto       |        |                      |
| Phase de poules              |        |                      |
| Gloria Bistriţa              | 1 - 2  | Montpellier HSC      |
| FK Čukarički                 | 3 - 2  | Gloria Bistriţa      |
| Gloria Bistriţa              | 2 - 1  | FK Spartak Varna     |
| Groningen                    | 4 - 1  | Gloria Bistriţa      |
| 2001 - Coupe Intertoto       |        |                      |
| Premier tour                 |        |                      |
| FC Jazz                      | 1 - 0  | Gloria Bistriţa      |
| Gloria Bistriţa              | 2 - 1  | FC Jazz              |
| 2002 - Coupe Intertoto       |        |                      |
| Premier tour                 |        |                      |
| Gloria Bistriţa              | 2 - 0  | Union Luxembourg     |
| Union Luxembourg             | 0 - 0  | Gloria Bistriţa      |
| Deuxième tour                |        |                      |
| Gloria Bistriţa              | 3 - 0  | KS Teuta Durrës      |
| KS Teuta Durrës              | 1 - 0  | Gloria Bistriţa      |
| Troisième tour               |        |                      |
| Gloria Bistriţa              | 0 - 2  | Lille OSC            |
| Lille OSC                    | 1 - 0  | Gloria Bistriţa      |
| 2003 - Coupe Intertoto       |        |                      |
| Premier tour                 |        |                      |
| Bangor City                  | 0 - 1  | Gloria Bistriţa      |
| Gloria Bistriţa              | 5 - 2  | Bangor City          |
| Deuxième tour                |        |                      |
| Brescia Calcio               | 2 - 1  | Gloria Bistriţa      |
| Gloria Bistriţa              | 1 - 1  | Brescia Calcio       |
| 2004 - Coupe Intertoto       |        |                      |
| Premier tour                 |        |                      |
| FC Thoune                    | 2 - 0  | Gloria Bistriţa      |
| Gloria Bistriţa              | 0 - 0  | FC Thoune            |
| 2005 - Coupe Intertoto       |        |                      |
| Premier tour                 |        |                      |
| Olympiakos Nicosie           | 0 - 5  | Gloria Bistriţa      |
| Gloria Bistriţa              | 11 - 0 | Olympiakos Nicosie   |
| Deuxième tour                |        |                      |
| NK Slaven Belupo             | 3 - 2  | Gloria Bistriţa      |
| Gloria Bistriţa              | 0 - 1  | NK Slaven Belupo     |
| 2007 - Coupe Intertoto       |        |                      |
| Premier tour                 |        |                      |
| Gloria Bistriţa              | 2 - 1  | FK Grbalj Radanovići |
| FK Grbalj Radanovići         | 1 - 1  | Gloria Bistriţa      |
| Deuxième tour                |        |                      |
| Maccabi Haïfa                | 0 - 2  | Gloria Bistriţa      |
| Gloria Bistriţa              | 0 - 2  | Maccabi Haïfa        |
| Troisième tour               |        |                      |
| Gloria Bistriţa              | 2 - 1  | Atlético de Madrid   |
| Atlético de Madrid           | 1 - 0  | Gloria Bistriţa      |

### Adversaires européens
- NK Maribor
- Real Saragosse
- Atlético de Madrid
- Valletta FC
- ACF Fiorentina
- Brescia Calcio
- Montpellier HSC
- Lille OSC
- FK Čukarički
- FK Spartak Varna
- FC Groningen
- FC Jazz
- Union Luxembourg
- KS Teuta Durrës
- Bangor City
- FC Thoune
- Olympiakos Nicosie
- NK Slaven Belupo
- FK Grbalj Radanovići
- Maccabi Haïfa